# Выход (благотворительный фонд)
«Выход» — российский негосударственный благотворительный фонд. Был основан сценаристом, кинорежиссёром и телеведущей Авдотьей Смирновой в 2012 году. Фонд «Выход в Петербурге», созданный в 2013 году режиссёром и киноведом Любовью Аркус в форме проекта федерального фонда «Выход», с момента основания был самостоятельной организацией.

## Деятельность фонда
В качестве одной из главных целей этого фонда его основателями декларируется стимулирование создания государственной системы помощи людям с расстройствами аутистического спектра (РАС) в России на протяжении всего жизненного пути: от своевременной постановки диагноза и раннего вмешательства до обучения и жизни в обществе.
Фонд сотрудничает с государством для создания комплексной системы помощи людям с аутизмом начиная с раннего детства. Также работа направлена на создание предпосылок для того, чтобы общество было толерантным к людям с аутизмом и другими ментальными нарушениями, было готово принимать людей с разными особенностями и признавало ценность каждой человеческой жизни. Для продвижения этих идей фонд привлекает лидеров мнений в культуре, образовании, экономике. Кроме того, среди задач фонда — обеспечение реализации прав человека с аутизмом и другими ментальными нарушениями на достойную жизнь вместо существования в закрытых учреждениях (ПНИ).
«Выход» привозит в Россию международные практики и технологии, сотрудничает с научными институтами разных стран, привлекает международных экспертов, создает общее информационное поле, чтобы система помощи людям с РАС в России смогла перенять опыт лучших мировых практик; объединяет в проектах государственные структуры образования, здравоохранения и соцзащиты, профессиональные организации, родительские сообщества и современные медиа для выработки общего курса в решении сложных комплексных задач.

### Программы
- Ты не один — Знания и навыки для родителей детей с аутизмом, их близких и друзей. Повышение уровня родительских компетенций в помощи детям с РАС в семье, организация психологической поддержки родителей. В рамках программы фонд выступил одним из организаторов запуска проекта ВОЗ и организации Autism Speaks — Parents Skills Training (Тренинг родительских навыков), разработанный для семей, воспитывающих детей с особенностями[8].
- Важные знания — Курсы, лекции, практикумы, мастер-классы и др., нацеленные на повышение уровня профессиональных компетенций российских специалистов, работающих с детьми и взрослыми с аутизмом, до современных мировых стандартов научного и практического знания об аутизме. В рамках программы в 2018 году был издан первый в России вводный курс по расстройствам аутистического спектра для студентов профессора Хьюстонского университета и главы экспертного совета фонда Елены Леонидовны Григоренко[9].
- Аутизм. Дружелюбная среда — Создание принимающей среды для людей с РАС в общественных местах (кинотеатры, клубы, кафе и др.), обучение специалистов медицинских учреждений взаимодействию с детьми и взрослыми с аутизмом: как лечить детям зубы без наркоза, забирать кровь для анализов и проч. В рамках программы в разных городах России регулярно проводятся адаптированные показы мультфильмов в сети кинотеатров КАРО[10][11], а совместно с компанией Disney — концерты «Волшебные мелодии Disney»[12]. При поддержке фонда в музеях создается дружелюбная среда для людей с аутизмом, проводятся адаптированные экскурсии[13].
- Закон и порядок — Разработка документов, регламентирующих помощь детям и взрослым с РАС в России, а также защита их гражданских прав на обучение, лечение и жизнь в обществе.
- Обратите внимание: аутизм! — Распространение информации о ранних рисках РАС и информировать общество о современном понимании аутизма[14].
- Время проводника — Организация компетентного сопровождения детей и взрослых с расстройствами поведения на всем их жизненном маршруте.
- Обязательная медиатека — Издание и распространение актуальных книг об аутизме, программного обеспечения для работы с людьми с РАС и создание онлайн-сервисов для семей, где есть дети с аутизмом. В рамках программы в 2016 году был издан учебник по прикладному анализу поведения (ПАП) Дж. Купера, Т. Херона и У. Хьюарда, известный как «Белая книга» и используемый по всему миру при подготовке поведенческих аналитиков[15].
- Нужные вещи — Обеспечение детей и взрослых с аутизмом специальными приспособлениями и оборудованием, облегчающими жизнь и обучение. Оснащение ресурсных групп и классов сенсорным оборудованием, специальной мебелью, методическими материалами, не входящими в список госзакупок[16]. Оснащение интеграционных мастерских и центров дневного пребывания и трудовой занятости для взрослых людей с РАС и другими ментальными нарушениями. Закупка оборудования и материалов для творческой деятельности (печи для керамики, краски, глина, бумага, холст и др.).

### Партнеры
Walt Disney Russia, правительство Воронежской области, музей «Экспериментаниум», музей современного искусства «Гараж», ГМИИ им. А. С. Пушкина.

## Награды и премии
2016 год — национальная премия «Серебряный лучник» в номинации Лучший проект в области КСО и благотворительности за открытие первого в России кинозала для людей с РАС на базе кинотеатра «КАРО-11 Октябрь» при поддержке российского офиса компании Disney.

## Региональные партнёры

### Выход в Петербурге
Фонд содействия комплексному решению проблем аутизма «Выход в Петербурге» был создан в мае 2013 года режиссёром и киноведом Любовью Аркус. Главный и самый известный проект фонда — Центр «Антон тут рядом» — первый в России центр социальной абилитации, обучения и творчества для взрослых людей с расстройством аутистического спектра (РАС). В 2020 году был официально переименован в «Антон тут рядом».

### Выход в Белгороде
Инициативная группа «Аутизм-Белгород. Помощь и содействие» была создана в 2012 году Натальей Злобиной, у сына которой в 4-летнем возрасте диагностировали аутизм. За время своей деятельности группе удалось наладить взаимодействие с госструктурами Белгородской области и провести ряд образовательных мероприятий для родителей и специалистов, а также запустить несколько проектов по информированию общества об аутизме. 26 декабря 2013 года был зарегистрирован Благотворительный фонд «Выход в Белгороде», президентом которого стала Наталья Злобина, а 13 февраля 2014 года фонд заключил соглашение о партнёрстве с федеральным фондом «Выход», получив благодаря этому возможность использовать символику общероссийского фонда «Выход» и доступ ко всем его наработкам; партнерство также предусматривает единый экспертный совет.